# Idiocera hoogstraali
Idiocera hoogstraali är en tvåvingeart som först beskrevs av Alexander 1946.  Idiocera hoogstraali ingår i släktet Idiocera och familjen småharkrankar. Inga underarter finns listade i Catalogue of Life.